# Amblyeleotris delicatulus
Amblyeleotris delicatulus  es una especie de pez de la familia de los Gobiidae en el orden de los Perciformes.

## Distribución geográfica
Se encuentra en Tanzania. 

## Observaciones
Es inofensivo para los humanos. 